# Campeonato Europeu de Ginástica Artística de 1998
O Campeonato Europeu de Ginástica Artística de 1998 teve suas competições femininas realizadas em conjunto às masculinas, na cidade de São Petersburgo, Rússia.

## Eventos
- Individual geral masculino
- Equipes masculino
- Solo masculino
- Barra fixa
- Barras paralelas
- Cavalo com alças
- Argolas
- Salto sobre a mesa masculino
- Individual geral feminino
- Equipes feminino
- Trave
- Solo feminino
- Barras assimétricas
- Salto sobre a mesa feminino

## Medalhistas
| Evento                       | Ouro                                               | Prata                                     | Bronze                                        |
| Masculino                    |                                                    |                                           |                                               |
| Equipes detalhes             | FRA                                                | RUS                                       | GER                                           |
| Individual geral detalhes    | RUS Alexei Bondarenko (56,898)                     | FRA Dmitri Karbanenko (56,512)            | RUS Alexei Nemov (56,473)                     |
| Solo detalhes                | RUS Alexei Nemov (9,625)                           | GRE Ioannis Melissanidis (9,575)          | RUS Alexei Bondarenko (9,500)                 |
| Cavalo com alças detalhes    | FRA Eric Pouchade (9,687)                          | RUS Alexei Bondarenko (9,650)             | RUS Nikolai Kryukov (9,625)                   |
| Argolas detalhes             | HUN Szilveszter Csollany (9,675)                   | GER Valeri Belenki (9,600)                | GRC Dimosthenis Tampakos (9,587)              |
| Salto sobre a mesa detalhes  | GRC Ioannis Melissanidis (9,556)                   | POL Leszek Blanik (9,649)                 | CHE Dieter Rehm (9,475)                       |
| Barras paralelas detalhes    | RUS Alexei Bondarenko (9,525)                      | SLO Mitja Petkovšek (9,337)               | ESP Andreu Vivo (9,300)                       |
| Barra fixa detalhes          | ESP Jesus Carballo (9,650)                         | FIN Jari Monkkonen (9,357)                | GER Dimitri Nonin (9,462)                     |
| Feminino                     |                                                    |                                           |                                               |
| Equipes detalhes             | ROU                                                | RUS                                       | UKR                                           |
| Individual geral detalhes    | RUS Svetlana Khorkina (38,624)                     | ROU Simona Amanar (38,392)                | ROU Claudia Presecan (38,267)                 |
| Salto sobre a mesa detalhes  | HUN Adrienn Varga (9,643)                          | ROU Maria Olaru ROU Simona Amanar (9,543) | nenhum                                        |
| Barras assimétricas detalhes | RUS Svetlana Khorkina (9,900)                      | UKR Viktoria Karpenko (9,787)             | ROU Claudia Presecan (9,760)                  |
| Trave detalhes               | RUS Eugenia Kuznetsova (9,775)                     | UKR Olga Teslenko (9,687)                 | RUS Lyudmila Ezhova ROU Simona Amanar (9,662) |
| Solo detalhes                | ROU Corina Ungureanu RUS Svetlana Khorkina (9,787) | nenhum                                    | ROU Simona Amanar (9,725)                     |

## Quadro de medalhas
| Ordem | País      | Medalha de ouro | Medalha de prata | Medalha de bronze |    |
| ----- | --------- | --------------- | ---------------- | ----------------- | -- |
| 1     | Rússia    | 7               | 3                | 4                 | 14 |
| 2     | Roménia   | 2               | 3                | 4                 | 9  |
| 3     | França    | 2               | 1                |                   | 3  |
| 4     | Hungria   | 2               |                  |                   | 2  |
| 5     | Grécia    | 1               | 1                | 1                 | 3  |
| 6     | Espanha   | 1               |                  | 1                 | 2  |
| 7     | Ucrânia   |                 | 2                | 1                 | 3  |
| 8     | Alemanha  |                 | 1                | 2                 | 3  |
| 9     | Finlândia |                 | 1                |                   | 1  |
| 9     | Eslovénia |                 | 1                |                   | 1  |
| 9     | Polónia   |                 | 1                |                   | 1  |
| 12    | Suíça     |                 |                  | 1                 | 1  |
| TOTAL | TOTAL     | 14              | 14               | 13                | 41 |